# Крапивниковая тимелия Рабора
Крапивниковая тимелия Рабора (лат. Robsonius rabori) — вид воробьиных птиц из семейства сверчковых (Locustellidae).

## Таксономия
Видовое название присвоено в честь филиппинского орнитолога Диоскоро Сиарота Рабора, который собрал типовой экземпляр данного вида на острове Лусон.

## Описание
Длина тела 20—22 см. Вес 49,3 г. Это довольно длинноклювые и длинноногие птицы.
Сверху окраска буроватая с тусклой ржаво-каштановой головой, снизу серая с чёрными отметинами и белыми полосами, а на крыльях имеются жирные белые пятна. Корона ржаво-рыжая с узкими чёрными чешуйками; горло белое, у грудных перьев широкие белые основания и центры и серая кайма, придающая груди чешуйчатый вид, середина брюшка беловатая, цвет радужных оболочек от орехового до коричневого. Самцы и самки похожи.

## Распространение
Север острова Лусон, Филиппины.